# Anastasio Furno

Istruzioni morali dirette a' mercanti, 1776 (Fondazione Mansutti, Milano).

Anastasio Furno (Costigliole d'Asti, ... – ...; fl. XVIII secolo) è stato un giurista italiano.

## Biografia
Nato a Costigliole d'Asti, fu minore osservante e scrisse le Istruzioni morali dirette a' mercanti nel 1776. Nell'opera il frate definisce l'assicurazione come peccato, facendo riferimento alla decretale di papa Gregorio IX e ai pensatori influenzati da esso, in particolare Sant'Agostino e San Tommaso. L'opera fu ristampata a Torino nel 1788-1789 dal libraio Francesco Prato. Un esemplare dell'edizione vercellese del 1776 è conservato presso la Fondazione Mansutti di Milano.